# Відкритий проксі

Відкритий проксі-сервер пересилає запити з та в будь-яку точку Інтернету.

Відкритий проксі — це проксі-сервер, налаштований таким чином, що його може використовувати будь-який користувач Інтернету.
Найнадійнішими проксі-серверами є ті, що встановлені на власних серверах (тобто закриті проксі), але вони не можуть гарантувати повної анонімності, оскільки власника сервера легко ідентифікувати.
Відкритий проксі-сервер надається для загального доступу до Інтернету без будь-яких умов підключення. Однак багато закритих проксі-серверів іноді залишаються відкритими через неправильні налаштування проксі.

## Різновиди
Відкриті проксі розрізняють як підмножини різних типів: прозорі, анонімні, HTTP, HTTPS, SOCKS і SOCKS5.
Прозорий (transparent) відкритий проксі-сервер діє як сервер-посередник між пристроєм користувача і вебсайтом, до якого він намагається отримати доступ, але передає фактичну IP-адресу користувача без змін, що відрізняє прозорий проксі від анонімного проксі.
Анонімний відкритий проксі-сервер виступає посередником між комп'ютером користувача та вебсервером, дозволяючи користувачеві приховати свою IP-адресу і отримати доступ до вебсайтів, які можуть бути заблоковані його провайдером, анонімно, оскільки запити до веб-сервера робить проксі-сервер. Це ускладнює розкриття особистості користувача, а отже, підвищує його безпеку під час перегляду вебсторінок або використання інших онлайн-сервісів. Справжньої анонімності та широкої безпеки в Інтернеті неможливо досягти лише за допомогою цього заходу, оскільки оператори вебсайтів можуть використовувати клієнтські скрипти для визначення справжньої IP-адреси браузера, а відкритий проксі-сервер може зберігати журнали всіх з'єднань.
HTTP-проксі виступає посередником між пристроєм та Інтернетом і перенаправляє запити на сервер призначення; як тільки сервер призначення відповідає, проксі-сервер надсилає дані користувачеві, завершуючи TCP-з'єднання.
HTTPS-проксі використовує протокол HTTPS для захисту даних, що передаються між пристроєм і сервером призначення, і шифрують їх, забезпечуючи додатковий рівень безпеки. Це робить їх придатними для завдань, що вимагають конфіденційності та цілісності даних.
SOCKS (SOCKET Secure) — інтернет-протокол, який використовує TCP-з'єднання, працює з будь-яким типом мережевого протоколу на будь-якому порту і, на відміну від HTTP, не здатний інтерпретувати дані.  При використанні SOCKS-проксі інтернет-трафік спрямовується через проксі-сервер через TCP-з'єднання від імені клієнта, чия IP-адреса приховується. Зазвичай він використовується для інтенсивної діяльності, такої як потокове передавання контенту або P2P-обмін, а також для обходу географічних обмежень, допомагаючи клієнтам підключатися до вебсайтів, які обмежують доступ.
SOCKS5 — це остання версія протоколу SOCKS, яка забезпечує більшу безпеку і підтримує з'єднання TCP або UDP.

## Переваги
Відкриті анонімні проксі-сервери використовуються для роботи віртуальних приватних мереж (VPN), що ускладнює кіберзлочинцям ідентифікацію користувачів або перехоплення їхніх даних під час серфінгу в Інтернеті.
У тоталітарних державах загальнодоступні анонімні проксі-сервери є однією з небагатьох можливостей висловити свої погляди чи ідеї.

## Недоліки
Комп'ютер може працювати як відкритий проксі-сервер без відома його власника. Це може бути наслідком неправильного налаштування програмного забезпечення проксі-сервера, що працює на комп'ютері, або зараження шкідливим програмним забезпеченням (вірусами, троянами чи хробаками), призначеним для цієї мети. Якщо це спричинено шкідливим програмним забезпеченням, заражений комп'ютер називається комп'ютером-зомбі.

### Блокування доступу з відкритого проксі
Оскільки відкриті проксі часто використовуються для зловживань, було розроблено ряд методів для їх виявлення та відмови в їх обслуговуванні. Мережі IRC із суворою політикою використання автоматично тестують клієнтські системи на наявність відомих типів відкритих проксі. Аналогічно, поштовий сервер може бути налаштований на автоматичну перевірку відправників пошти на наявність відкритих проксі за допомогою програмного забезпечення, такого як «proxycheck».
Групи операторів IRC та електронної пошти ведуть DNSBL, публікуючи списки IP-адрес відомих відкритих проксі-серверів, таких як AHBL, CBL, NJABL (до 2013 року) та SORBS (з 2002 року). AHBL припинив публічний доступ у 2015 році.